# Bitwa o Nysę

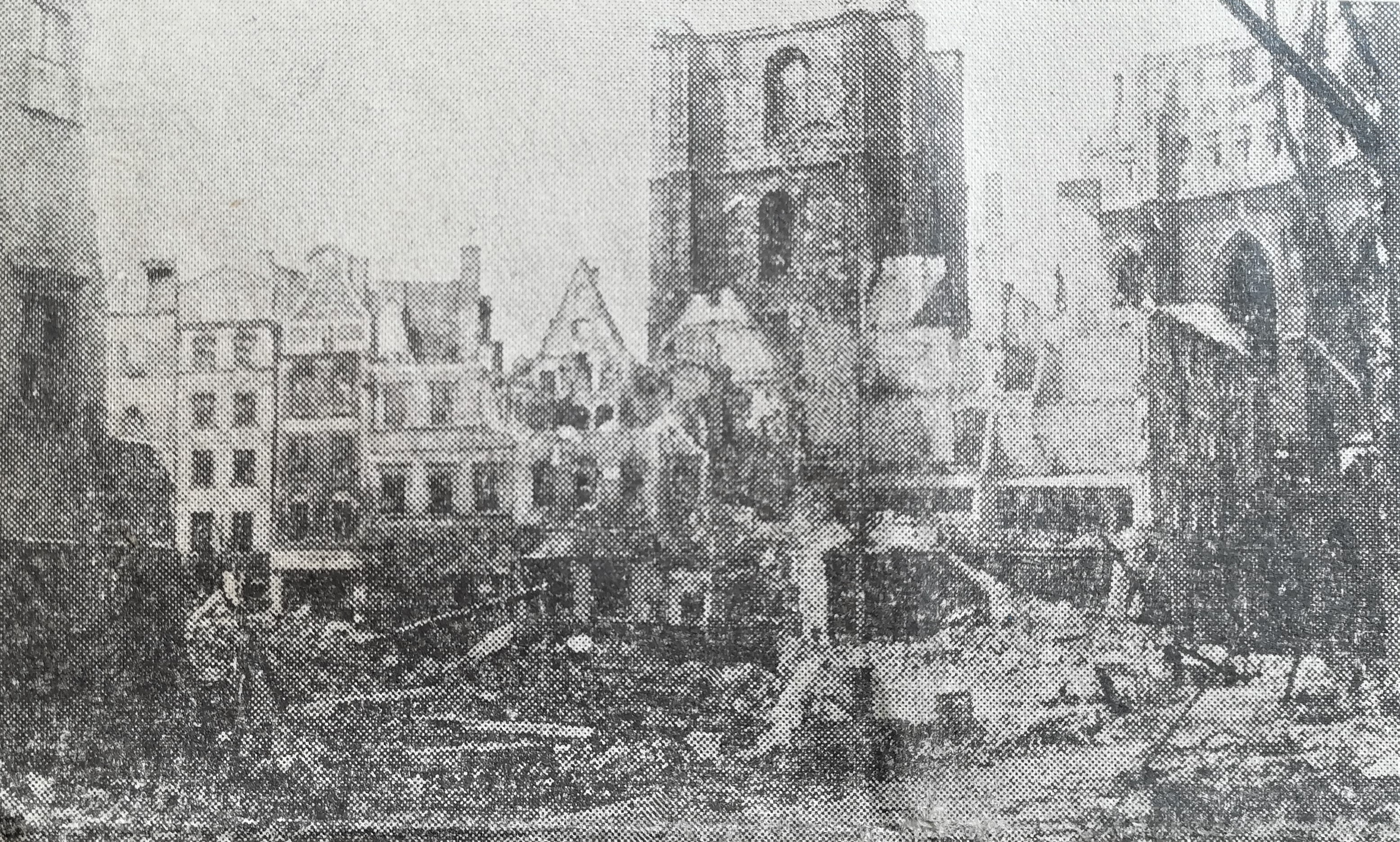
Rynek w Nysie zniszczony w czasie działań bojowych prowadzonych przez armię niemiecką i Armię Czerwoną

Bitwa o Nysę – starcie zbrojne mające miejsce w dniach 23–24 marca 1945 między oddziałami Armii Czerwonej a Wehrmachtu, zakończone zdobyciem Nysy przez czerwonoarmistów.
Oddziały Armii Czerwonej które ruszyły 12 stycznia 1945 z linii Wisły, w marcu w ramach operacji górnośląskiej dotarły na przedpola Nysy, będącej silnym węzłem niemieckiej obrony. W połowie marca w Nysie i okolicach powieszonych zostało 22 dezerterów z armii niemieckiej. Ich zwłoki nie zostały pochowane, lecz wisiały dla odstraszenia innych żołnierzy zamierzających pójść w ich ślady. Do ataku na miasto wyznaczono 117 Korpus Piechoty mjra Wasilija Trubaczewa, 6 Gwardyjski Korpus Zmechanizowany płka Wasyla Koreckiego i 10 Gwardyjski Korpus Pancerny płk Niła Czuprowa, z 21 Armii i 4 Armii Pancernej.
Po krótkiej nawale ogniowej (z powodu braku amunicji), 23 marca 1945 o godz. 8.10 rozpoczęto natarcie na przedpola miasta przygotowanego do obrony okrężnej. Niemieckie pozycje obsadzone zostały przez oddziały 20 Dywizji Pancernej, 1 Dywizji Pancernej Hermanna Göringa, 2 brygada niszczycieli czołgów, pułk policyjny Kreitzhofen i 273 batalion Volkssturmu. Walki miały zacięty charakter i połączone były z niemieckimi kontratakami. W wyniku wymiany ognia zniszczeniu uległa około połowa Nysy.
Przełamania niemieckich linii dokonali żołnierze ze 117 i 55 Korpusu Piechoty, natomiast oddziałowi z 6 Korpusu Zmechanizowanego udało się z marszu zająć most na przepływającej przez miasto Nysie Kłodzkiej. Miasto zostało zdobyte już następnego dnia, ponieważ główne siły wycofały się z miasta i zajęły dogodniejsze pozycje do obrony. Poinformowany o tym feldmarszałek Ferdinand Schörner rozkazał rozstrzelać dowództwo nyskiego garnizonu. Jako zbrodniarz wojenny Schörner był więziony przez Związek Radziecki w latach 1945-1955, następnie sąd RFN skazał go na karę czterech i pół roku więzienia.
Po zdobyciu Nysy żołnierze Armii Czerwonej dopuścili się gwałtów na zakonnicach, wiele z nich zabijając. Dokonali tego z zemsty podsycanej m.in. przez Ilię Erenburga: Bądźcie posłuszni rozkazom towarzysza Stalina i zmiażdżcie faszystowską bestię w jej norze. Zniszczcie rasową dumę niemieckich kobiet. Weźcie je jako zasłużone łupy wojenne.

## Upamiętnienie
W 1965 władze miasta nadały uczestnikowi bitwy gen. Dmitrijowi Leluszence tytuł Honorowego Obywatela Nysy.